# Ronnie Aguilar
Ronnie Aguilar (Los Ángeles, California, Estados Unidos, 24 de junio de 1987) es un jugador profesional de baloncesto estadounidense de origen salvadoreño y hondureño. Mide 2,16 metros de estatura y juega en la posición de ala-pívot o pívot.

## Trayectoria

### Etapa universitaria
Aguilar jugó al baloncesto en la John Marshall High School de Los Ángeles. Al culminar sus estudios secundarios, recibió una beca para asistir a la Universidad Estatal de Colorado y jugar con los Colorado State Rams en la Mountain West Conference de la División I de la NCAA. Allí coincidió en su año como freshman con Jason Smith.
Luego de dos temporadas en las que sólo jugó 24 partidos, Aguilar se transfirió a la Universidad Estatal de California, Dominguez Hills, lo que le permitió actuar con los Cal State Dominguez Hills Toros de la División II de la NCAA. En esa institución tuvo más oportunidades para jugar y mejorar sus habilidades.

### Carrera profesional
Al culminar sus estudios universitarios, comenzó a jugar profesionalmente. El primer contrato que firmó fue con el Bakersfield Jam de la NBA D-League. Sin embargo sólo participó de 6 encuentros con el equipo durante diciembre de 2011, promediando 2.2 puntos y 4.2 rebotes en 11.5 minutos de juego por partido.
El 27 de septiembre de 2012 se anunció que Los Angeles Lakers habían fichado al jugador, por lo que se unió a su campo de entrenamiento y hasta pudo jugar algunos partidos de pretemporada con el histórico equipo angelino. Sin embargo, tres semanas después, fue desvinculado de los Lakers por no cumplir con las expectativas que tenía el entrenador sobre él.
En febrero de 2013 fichó con los Trotamundos de Carabobo de la Liga Profesional de Baloncesto de Venezuela. De todos modos pocas semanas después fue cortado del plantel, habiendo jugado un solo partido oficial con el equipo. 
Aguilar se presentó en el draft de la NBA Development League de 2013, siendo seleccionado por el Bakersfield Jam en la octava ronda. Sin haber podido intervenir en un solo partido oficial, en enero de 2014 rescindió su contrato y se unió al Pee Dee Vipers, un equipo de Carolina del Sur enrolado en la Premier Basketball League. Las lesiones, sin embargo, le limitaron allí sus minutos de juego. 
En marzo de 2016 se anunció su fichaje por parte de los Texas Legends. En los 6 juegos en los que participó registró marcas de 2.3 puntos y	2.8	rebotes en 9.3 minutos en cancha por partido. En diciembre de ese mismo año fue convocado por el Santa Tecla BC de El Salvador para participar de la Liga Centroamericana de Clubes, en la cual su equipo alcanzó la final pero cayó derrotado ante el elenco panameño de los Correcaminos de Colón.
Aguilar fue fichado por el equipo taiwanés Formosa Dreamers en enero de 2018 para jugar el tramo final de la temporada 2017-18 de la ASEAN Basketball League. En noviembre de ese mismo año se incorporó al Nuwaidrat de la Premier League de Baloncesto de Baréin. Aunque sólo tuvo 3 presentaciones con el equipo, terminó con una impresionante media de 25.7 puntos y 19 rebotes por partido.
En abril de 2019 el pívot firmó con el Luoyang Jinxing Haixiang de la NBL de China, una liga menor del país asiático. Sólo actuó en 7 partidos, promediando 19.3 puntos y 14 rebotes por encuentro.

## Selección nacional
Aguilar juega con la selección de baloncesto de El Salvador desde 2013.
Participó en dos ediciones del Campeonato COCABA (2013 y 2015) y en la clasificación de FIBA Américas para la Copa Mundial de Baloncesto de 2023. También estuvo presente en el torneo de baloncesto masculino de los XXIV Juegos Centroamericanos y del Caribe.

## Vida privada
Aguilar es hijo de un hombre de nacionalidad salvadoreña y de una mujer de nacionalidad hondureña, motivo por el cual tanto en El Salvador como en Honduras se especuló en 2012 sobre el país que elegiría para representar internacionalmente. 
En 2021 actuó como doble de la versión de CGI de Anthony Davis en la película Space Jam: A New Legacy.